# Mnemósine

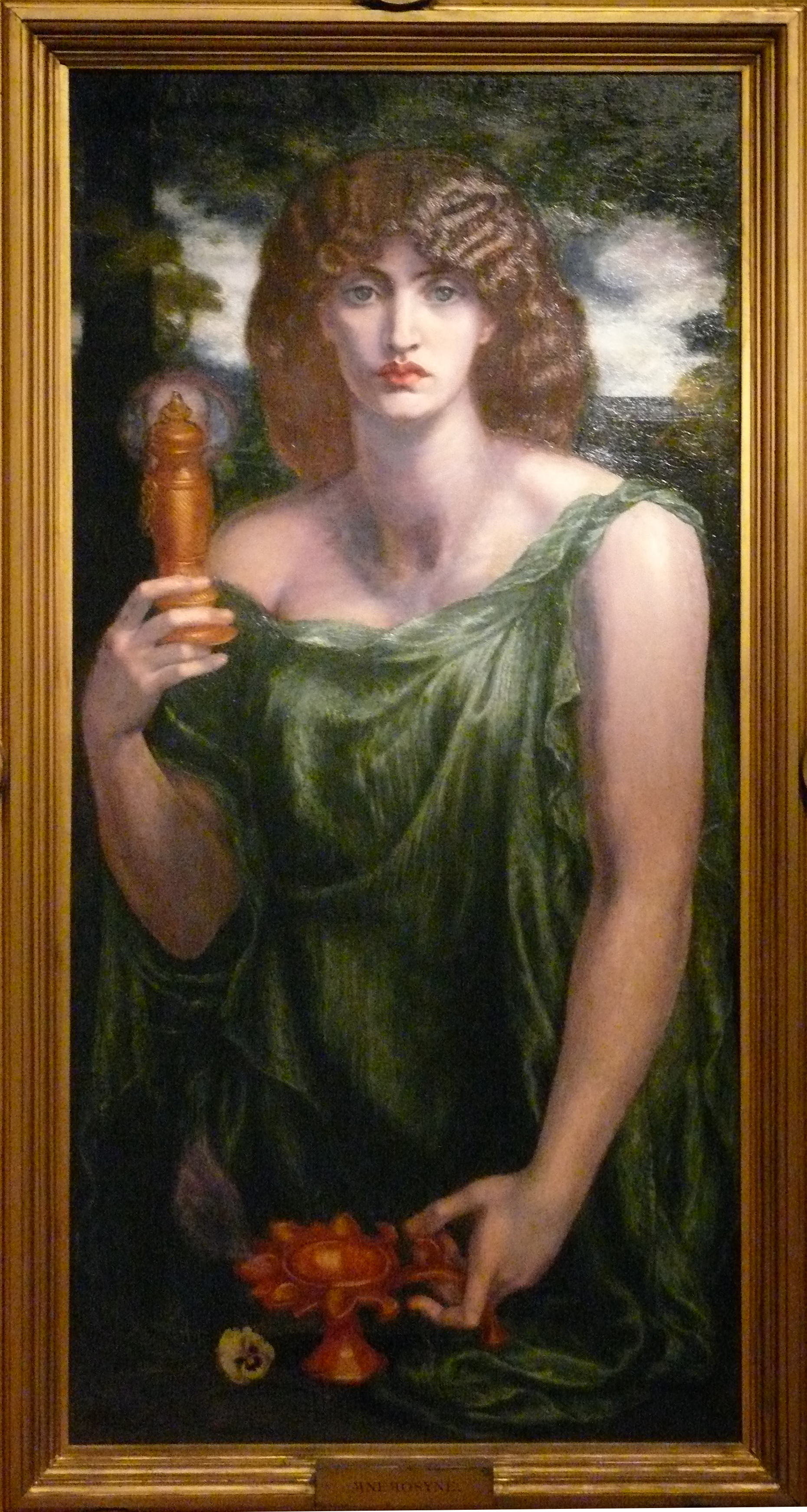
Mnemósine, por Dante Gabriel Rossetti.

En la mitología griega, Mnemósine o Mnemosina (en griego antiguo: Μνημοσύνη, Mnēmosýnē; de μνήμη, mnḗmē, 'memoria' y de ahí ‘nemotécnico’) era la diosa que personificaba el almacenamiento y la recuperación del pasado, es decir, la facultad mental de la memoria y el recuerdo. Pertenecía a la raza de los titanes y como tal era una de las hijas de Gea y Urano, y madre de las musas con Zeus. Platón, de hecho, invoca conjuntamente a las musas y a Mnemósine en calidad de personificación de la memoria.
Los romanos directamente transcribían al latín su nombre  y al menos Higino la denomina como Moneta, siendo el único autor que imagina a Mnemósine como hija de Júpiter y Clímene.
A pesar de que Mnemósine era una titánide lo cierto es que su papel como tal no está bien definido, por ejemplo, apareciendo en textos de la épica arcaica, a diferencia de otros seres similares. Mnemósine era venerada en al menos varios sitios, como Atenas, Tegea, Helicón y Lebadea.

## Madre de las musas
Hesíodo nos dice que Zeus gozó de su tía Mnemósine de hermosos cabellos, señora de las colinas de Eleuter («libertad»), durante nueve noches consecutivas y alejado de otros dioses, de las que nacieron «nueve jóvenes de iguales pensamientos, interesadas sólo por el canto». Según Ovidio, Zeus se hizo pasar por pastor para aproximarse a la titánide. Estas nueve hermanas, las musas, eran las deidades patronas de las artes:
- Calíope, musa de la poesía épica.
- Clío, musa de la historia.
- Euterpe, musa de la música.
- Erató, musa de la poesía lírica y erótica.
- Melpómene, musa de la tragedia.
- Polimnia, musa de la retórica.
- Terpsícore, musa de la danza.
- Talía, musa de la comedia.
- Urania, musa de la astronomía.

## Divinidad de la memoria
Como Mneme o Mnemea (Μνήμη), esto es, la Memoria personificada, fue una de las tres musas que en los primeros tiempos fueron adoradas en Ascra, en Beocia, cuyo culto iniciaron los gigantescos Alóadas. Pero parece haber también una tradición en la que Mneme era la madre de las Musas, porque Ovidio las llama con el patronímico de Mnemónides; si es que no es cierto que Mneme sea una abreviación de Mnemósine. Así Mnemea («Memoria»), como Musa Uránide (o musa antigua), formaba una tríada con Meletea («Práctica») y Aedea («Canción»), veneradas en un culto de Apolo en el monte Helicón.
Para los órficos la misma diosa parece haber sido nombrada por su nombre hipocorístico, Mnemó, y se la menciona en laminillas órficas de oro, pues Mnemó es la garante del iniciado para recordar los misterios escatológicos propios del orfismo. Alcmán dice que la Memoria tiene grandes ojos, pues a través de ella podemos evocar el pasado. Diodoro Sículo, que era historiador pero no poeta, también afirma que:

«de las titánides dicen que Mnemósine descubrió los usos del poder de la razón, y que dio una designación a cada objeto que nos rodea por medio de los nombres que usamos para expresar lo que quisiéramos y mantener una conversación con uno. A la diosa también se le atribuye el poder de traer cosas a la memoria y al recuerdo (mneme) que poseen los hombres, y es este poder el que le dio el nombre que recibió».
Diodoro Sículo: Biblioteca histórica, V, 67, 3.

## Río del Hades
Mnemósine también era el nombre de un río del Hades, opuesto al Lete, de acuerdo con una serie de inscripciones funerarias griegas del siglo IV a. C. escritas en hexámetros dactílicos. Estas inscripciones podrían estar relacionadas con una religión mistérica secreta, o bien con la poesía de Orfeo. Las almas de los muertos bebían del Lete para así no poder recordar sus vidas anteriores cuando se reencarnaban. Los iniciados, en cambio, eran animados a beber del río Mnemósine cuando morían, en lugar de hacerlo del Lete.  
Pausanias nos dice que aquellos que deseaban consultar al oráculo de Trofonio en Beocia se les hacía beber alternativamente de dos fuentes llamadas «Lete» y «Mnemósine» (o el Olvido y la Memoria, démones por naturaleza antagónicos). Un procedimiento similar se describe en el mito de Er al final de La República, de Platón. De nuevo Pausanias observó en sus viajes que en Atenas se exhibían las estatuas de Atenea Paionia, Zeus, Mnemósine, las Musas y Apolo.
Compárese el río del «Recuerdo» con el Erídano de Virgilio o el Éunoe de Dante. 